# NGC 1277

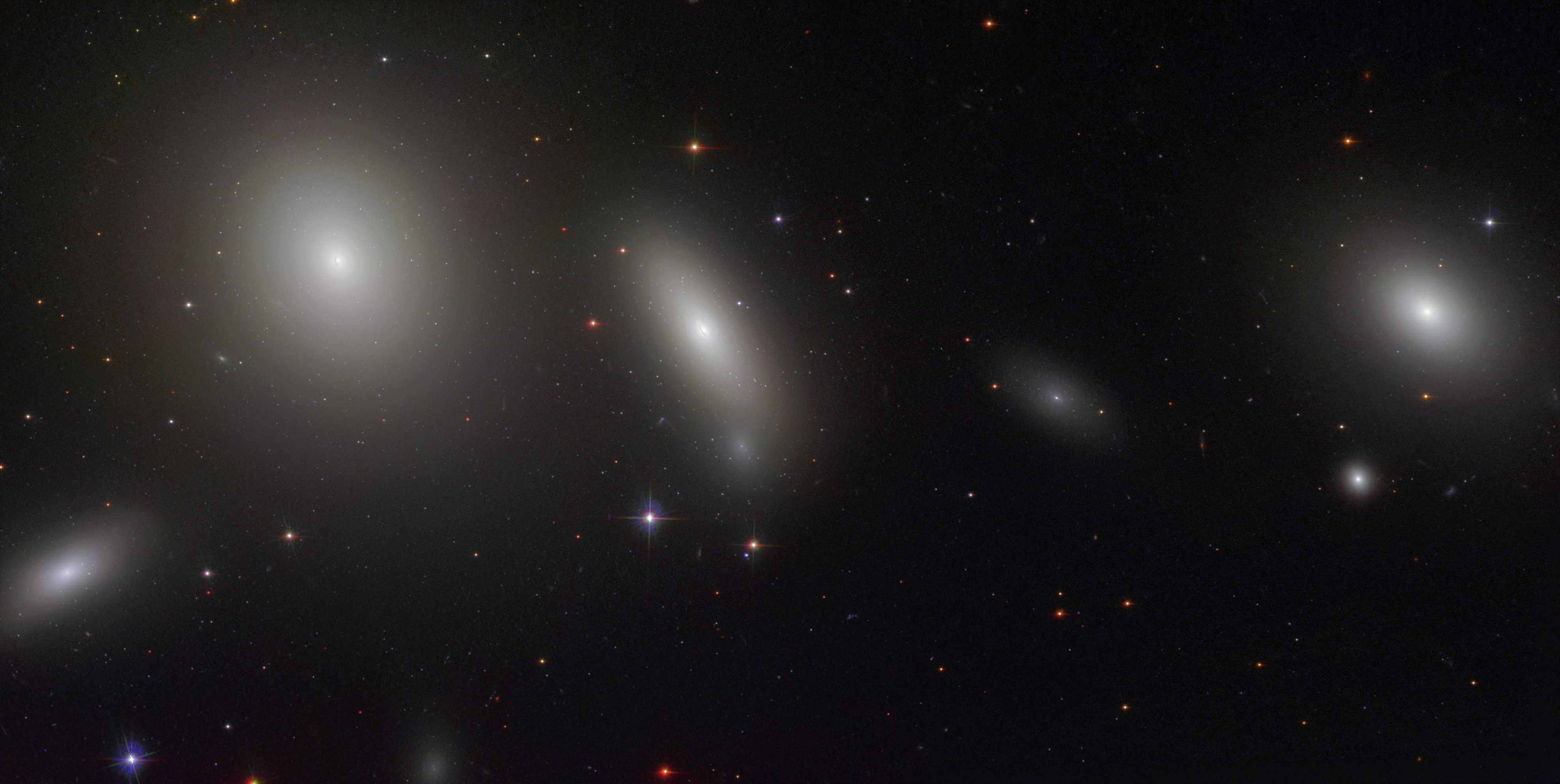
Immagine del Telescopio spaziale Hubble. NGC 1277 è al centro e subito alla sua sinistra un'altra galassia ellittica, NGC 1278.

NGC 1277 è una galassia lenticolare che si trova prospetticamente nella costellazione di Perseo all'incirca a 220 milioni di anni luce dalla Via Lattea. Fa parte dell'Ammasso di Perseo (o Abell 426). È principalmente conosciuta per la possibile presenza di un buco nero supermassiccio al suo interno.

## Osservazioni
La galassia NGC 1277 fu osservata per la prima volta in Irlanda da Lawrence Parsons il 4 dicembre 1875. Il giorno 28 novembre 2012, alcuni astronomi, insieme al Germany's Max Planck Institute for Astronomy usando il telescopio Hobby-Eberly dell'osservatorio McDonald hanno riportato la scoperta di un buco nero supermassiccio al centro della galassia. Il buco nero è 17 miliardi di volte più massiccio del Sole e possiede il 14% della massa totale della galassia. Per fare un confronto, la maggior parte dei buchi neri massicci non supera lo 0,1% in questo confronto. Anche la grandezza è degna di nota, se si considera il fatto che il suo raggio è ben 11 volte l'orbita di Nettuno. La scoperta di questo buco nero gigante spinge gli astronomi a riformulare le teorie sull'evoluzione delle galassie, dato che, con i modelli precedenti, non erano considerati buchi neri di certe grandezze.